# Beckdorf
Beckdorf är en kommun och ort i Landkreis Stade i förbundslandet Niedersachsen i Tyskland.
Kommunen ingår i kommunalförbundet Samtgemeinde Apensen tillsammans med ytterligare två kommuner.